# 1275
Évszázadok: 12. század – 13. század – 14. század
Évtizedek: 1220-as évek – 1230-as évek – 1240-es évek – 1250-es évek – 1260-as évek – 1270-es évek – 1280-as évek – 1290-es évek – 1300-as évek – 1310-es évek – 1320-as évek
Évek: 1270 – 1271 – 1272 – 1273 –  1274 – 1275 – 1276 – 1277 – 1278 – 1279 – 1280

## Események
- II. Ottokár cseh királyt a Német-római Birodalom ellenségévé nyilvánítják, mivel az általa elfoglalt területeket nem adta vissza. I. Rudolf német király és IV. László magyar király szövetséget köt Ottokár ellen.
- Eleanor Monfortot I. Eduárd angol király szolgálatában álló kalózok fogják el, hogy megakadályozzák házasságát Llywelyn walesi herceggel.
- I. Edward kötelez minden hét év feletti zsidót a megkülönböztető sárga jelvény viselésére, egyúttal törvényen kívül helyezi az uzsorát.
- április 3. – András tölti be az egri püspöki tisztet.
- szeptember 6. – Jacopo Contarini követi Lorenzo Tiepolót a velencei dózse székében (1280-ig uralkodik).

## Születések
- szeptember 27. – II. János brabanti herceg
- Giovanni Andrea, itáliai hittudós, professzor
- Mondino de Liuzzi, orvos és anatómus professzor

## Halálozások
- március 11./május 11./július – VI. Bohemond antiochiai herceg (* 1237)

## Európai időjárás
Esős nyár Franciaországban, Németországban, Ausztriában, csekély, késői és savanyú szőlőtermés.